# Rotestein
Der Rotestein, auch Roter Stein genannt, im Harz ist eine etwa 505 m ü. NHN hohe Erhebung nahe Hasselfelde im Landkreis Harz in Sachsen-Anhalt.

## Geographische Lage
Der Rotestein liegt im Unterharz im Naturpark Harz/Sachsen-Anhalt. Er erhebt sich etwa 4,7 km nordnordöstlich von Hasselfelde, einem Ortsteil der Stadt Oberharz am Brocken. Seine bewaldete Landschaft fällt nach Norden, Westen und Süden steil in das Tal des von der Rappbode durchflossenen Rappbodestausees (423,6 m) ab und leitet nach Ostsüdosten zum etwa 1,2 km entfernten Großen Stemberg (517,1 m) über.

## Aussichtsmöglichkeit und Wandern

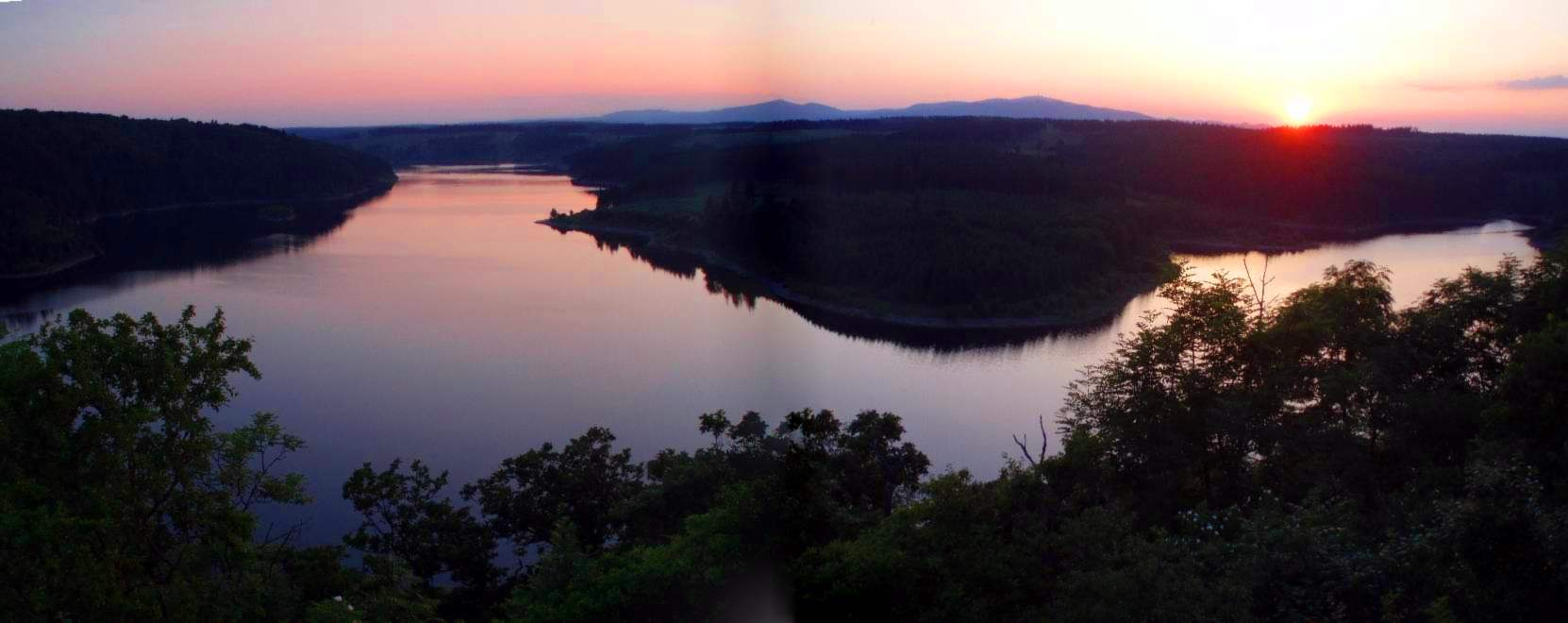
Blick vom Rotestein über den Rappbodestausee zu den mittig im Hintergrund befindlichen Bergen Wurmberg (links) und Brocken (rechts)

Der Rotestein ist am schnellsten vom etwa 900 m südöstlich nahe einer Kurve der Bundesstraße 81 gelegenen Wanderparkplatz kommend auf Waldwegen zu erreichen. Etwas westnordwestlich des Berggipfels liegt ein Aussichtspunkt (502,9 m; ⊙), der sich 79,3 m oberhalb der Wasseroberfläche des Rappbodestausees bei Vollstau (Stauziel) befindet und als Nr. 54 in das System der Stempelstellen der Harzer Wandernadel einbezogen ist. Dort befinden sich eine eiserne Sonnenuhr und die Infotafel Kulturlandschaft im Wandel – Rappbodetalsperre/Aussichtspunkt Rotestein. Vom Aussichtspunkt, hinter dessen Natursteinmauer das Gelände steil zum Stausee abfällt, reicht der Blick über den Stausee hinweg in Richtung Westnordwesten zum Hohnekamm, Wurmberg und Brocken sowie in Richtung Südwesten zur Carlshaushöhe. Im Stausee ist im Westsüdwesten die Präzeptorklippe zu erkennen.